# Calephelis inca
Calephelis inca är en fjärilsart som beskrevs av Mcalpine 1971. Calephelis inca ingår i släktet Calephelis och familjen Riodinidae. Inga underarter finns listade i Catalogue of Life.